# Syndrome de Smith-Lemli-Opitz
Pour les articles homonymes, voir SLO.
 Mise en garde médicale
Le syndrome de Smith-Lemli-Opitz est une maladie génétique rare à déterminisme génétique autosomal récessif localisé sur la région q13 du chromosomique 11. Il s’agit d'une maladie métabolique en rapport avec un déficit en 7-déhydrocholestérol réductase, une enzyme nécessaire à la synthèse du cholestérol.

Ce déficit entraîne une large variété d’anomalies morphologiques et psychiatriques modérées à sévères. Les principales anomalies sont une microcéphalie, une dysmorphie faciale, des anomalies cérébrales et un retard statural. Le retard mental est très fréquent et variable.

Cette pathologie fut décrite pour la première fois en 1964 et l’anomalie métabolique causale découverte en 1997 par Ryan et al..

## Autres noms de la maladie
- Syndrome RSH (Initiales des prénoms des trois premiers malades décrits)
- Déficit en déhydrocholestérol réductase

## Étiologie
Mutation gène DHCR7 situé au niveau du locus q13 du chromosome 11 codant l'enzyme 7-déhydrocholestérol réductase.

Cette enzyme est responsable de la dernière étape de la synthèse du cholestérol.

Plus de 70 mutations ont été décrites mais 3 de ces mutations rendent compte de 50 % du type de mutation.

## Épidémiologie
- Incidence estimée à environ 1 à 2 sur 20 000 naissances par an[1].
- Prévalence

La fréquence générale du syndrome dans la population mondiale est difficile à estimer mais elle semble être variable suivant les origines ancestrales. Certains auteurs donnent une fréquence de 1 à 2 pour 40 000 naissances (prévalence sur la population de nouveau-nés à ne pas confondre avec l'incidence), et d'autres 1 à 6:60 000 en cette fin de XXe siècle. Ces derniers chiffres ont été obtenus sur une population à ancêtres Nord-Centre européens et il est moins commun dans les populations à ancêtres africains ou asiatiques.
Il semblerait qu'il n'y en ait que 20 dans le monde actuellement, dont 2 en Espagne.[réf. souhaitée] Mais des auteurs américains ont réussi à réunir 56 patients diagnostiqués atteints du syndrome de Smith-Lemli-Opitz pour une étude comportementale.

## Description
Le déficit de l’activité enzymatique de la déhydrocholestérol réductase entraîne une large variété d’anomalies en rapport avec l’accumulation des composés en amont de la synthèse de cholestérol.
Le cholestérol étant un cofacteur très tôt indispensable pour la voie Sonic Hedgehog qui permet la formation du système nerveux central, des organes génitaux et des membres, ce déficit peut entrainer une holoprosencéphalie (absence du clivage des deux hémisphères avec pour les formes plus graves un agénésie du corps calleux), une ambiguïté sexuelle chez le fœtus mâle, et des anomalies des extrémités (en général une polydactylie).

### Anomalies les plus fréquentes
- Microcéphalie ;
- défaut de croissance pré- et post-natale ;
- blépharoptosis ;
- dysmorphies caractéristiques :
  - micro-rétrognatisme (Petit menton en arrière),
  - implantation basse des oreilles,
  - anomalies du philtrum et du palais,
  - division palatine ;
- syndactylie ;
- anomalies sexuelles chez les garçons :
  - hypospadie,
  - cryptorchidie ;
- signes psychiatriques :
  - troubles du spectre autistique (comportemental) : approximativement 50 % correspondent aux critères de diagnostic[4],
  - environ 50 % des sujets atteints présentent des comportements agressifs auto-mutilatoires (se mordent, se tapent la tête, se jettent)[3],[4]. Les comportements agressifs (dirigés vers autrui ou soi-même) sont très fréquents chez les patients présentant des troubles du spectre autistique[5].

### Anomalies moins fréquentes
- Neurologique et psychiatrique :
  - Holoproencéphalie ;
- Cardiopathie congénitale :
  - Canal atrio-ventriculaire,
  - Retour veineux pulmonaire anormal ;
- Cataracte ;
- Photosensibilité ;
- Maladie de Hirschsprung ;
- Polydactylie post axiale (du côté cubital).

## Diagnostic

### Biologique
Le taux de cholestérol est habituellement bas mais 10 % des individus ont un taux normal de cholestérol.
Le taux de 7-déhydrocholestérol est par contre élevé.

### Génétique
- Analyse des 6 mutations les plus fréquentes : permet de détecter 65 % des mutations.
- Analyse des mutations des exons du locus : permet de détecter plus de 80 % des mutations.

## Diagnostic différentiel
La forme en Y des orteils par fusion des 2/3 se rencontre rarement dans les autres maladies génétiques.

### Maladies avec tableau clinique semblable
- Trisomie 13
- Trisomie 18
- Syndrome de Dubowitz
- Syndrome de Meckel-Gruber
- Syndrome de Noonan
- Syndrome de Russel-Silver
- Syndrome de Simpson-Golabi-Behmel
- Syndrome de Pallister-Hall
- Pseudo trisomie 13

## Diagnostic prénatal

### Grossesse à haut risque
- Dosage du 7 déhydrocholestérol dans le liquide amniotique ou dans le trophoblaste obtenu après biopsie
- Recherche de la mutation si la mutation est connue chez les deux parents sur le caryotype fœtal.

## Mode de transmission
Transmission autosomique récessive

## Sources
- www.orpha.net/ Site de renseignement sur les maladies rares et les médicaments orphelins
- (en) Online Mendelian Inheritance in Man, OMIM (TM). Johns Hopkins University, Baltimore, MD. MIM Number:270400
- (en) GeneTests: Medical Genetics Information Resource (database online). Copyright, University of Washington, Seattle. 1993-2005